# 伦桑
伦桑（德語：Lensahn，發音：[ˈlɛnzaːn]）是德国石勒苏益格-荷尔斯泰因州东荷尔斯泰因县的市镇，面积27.7平方千米，2023年12月31日人口为5,121人。